# Ursula von Kardorff

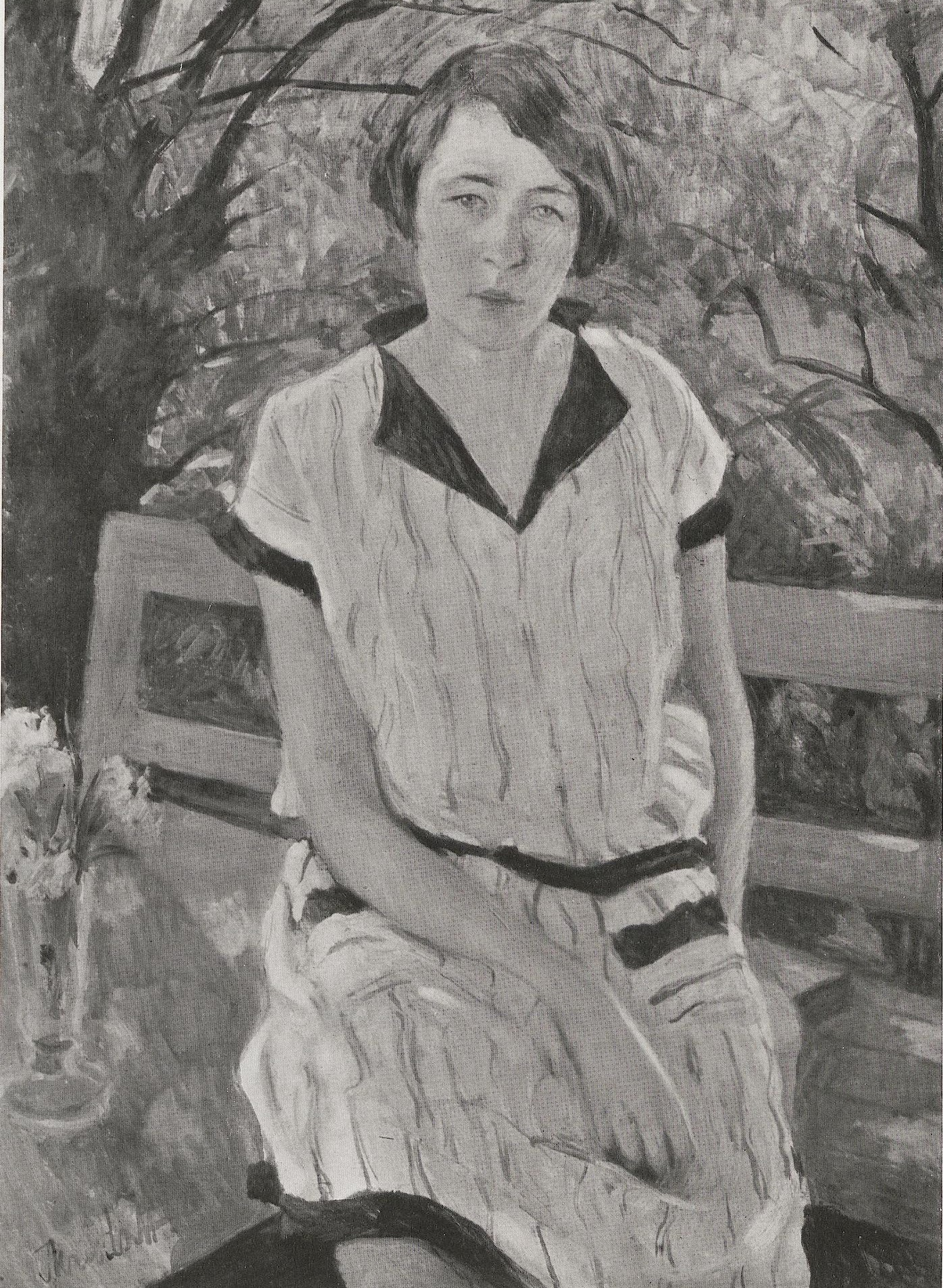
Ursula von Kardorff

Ursula von Kardorff (Berlijn 10 januari 1911 - München 25 januari 1988) was een Duits schrijfster, journaliste en publiciste.

## Leven
Von Kardorff was de dochter van kunstschilder jonkheer Konrad von Kardorff en groeide op in 'hogere kringen. Na een tijd secretaris te zijn geweest van Slot Neuhardenberg, begon ze eind jaren dertig met journalistiek werk. Gedurende de oorlog werkte ze voor de Deutsche Allgemeine Zeitung. Na de dood van haar jongere broer Jürgen (1943) werd ze fel antinazi. In haar kennissenkring bevonden zich verscheidene mensen die betrokken waren bij de aanslag op Hitler van 20 juli 1944. De in 1988 overleden schrijfster was vanaf 1948 een invloedrijk publiciste en nam een vooraanstaande plaats in de redactie van de Süddeutsche Zeitung in.

## Dagboek
Ursula Von Kardorff publiceerde in 1962 haar dagboek Berliner Aufzeichnungen 1942 bis 1945, dat  in 1994  in de reeks Privé-domein uitgegeven werd als  Gebombardeerd dagboek 1942 – 1945. Haar journaal is een getuigenis van de bombardementen op Berlijn en van een antinazistische Duitse familie die niet de moed vond om echt in het verzet te gaan. Het is het verhaal van zoveel burgers die vertwijfeld de catastrofe die hun land trof, trachtten te overleven, terwijl ze dagelijks zagen hoe het misdadige naziregime tot het einde toe actief bleef.
- Bibsys: 90215368
- Bibliothèque nationale de France: cb120962082 (data)
- Digitale Bibliotheek voor de Nederlandse Letteren: kard002
- Gemeinsame Normdatei: 118559982
- International Standard Name Identifier: 0000 0001 1068 2365
- Library of Congress Control Number: n81050326
- Nationale Bibliotheek van Tsjechië: xx0124191
- Nationale bibliotheek van Australië: 35717017
- Nationale Bibliotheek van Israël: 987007304841505171
- Nationale Bibliotheek van Polen: a0000001223141
- Nederlandse Thesaurus van Auteursnamen: 072262478
- Système universitaire de documentation: 029308518
- Trove: 1055597
- Virtual International Authority File: 66495033
- WorldCat: E39PBJmxRdhWFTJ6KwVy8VgHYP